# 館林市立第二小学校
館林市立第二小学校（たてばやししりつ だいにしょうがっこう）は、群馬県館林市本町三丁目にある公立小学校。

## 沿革
- 1929年4月7日 - 館林南尋常小学校として開校
- 1947年4月28日 - 学制改革により館林町立南小学校となる
- 1953年12月11日 - 市制施行により館林市立南小学校となる
- 1955年5月2日 - 完全給食を実施
- 1958年1月20日 - 学校図書館開館
- 1958年11月27日 - 皇太子妃決定、本校に在学した正田美智子と発表
- 1966年4月1日 - 校名変更により館林市立第二小学校となる
- 1969年4月1日 - 精神薄弱特殊学級を設置（1学級）
- 1975年7月2日 - プール建設、プール開き
- 1978年4月1日 - 情緒障害特殊学級を設置（2学級）
- 1979年3月10日 - タイムカプセル埋没する
- 1980年3月30日 - 新校舎（第一期工事）教室移動完了
- 1980年4月1日 - 難聴特殊学級を設置（1学級）
- 1980年10月6日 - 本校舎工事完了
- 1981年3月26日 - 屋内運動場落成
- 1999年4月14日 - 台南市教育視察団来校
- 2000年4月8日 - 二小読み聞かせ隊発足・活動開始
- 2001年1月20日 - タイムカプセル開封
- 2001年4月17日 - 豪州マルーチー市姉妹都市公式代表児童来校

## 教育目標
- かしこく　たくましく　心豊かな子

## 学区
- 本町二丁目-四丁目[1]
- 千代田町
- 富士見町
- 大手町
- 緑町二丁目
- 松原一丁目-三丁目

## 学校周辺
- 館林市立南幼稚園
- 館林市立南保育園
- 館林市立図書館
- 三の丸芸術ホール
- 館林うどん
- 正田邸（上皇后美智子の疎開先）

## 関係者

### 出身者
- 上皇后美智子（皇族）